# Варшавська радіощогла
Варшавська радіощогла (пол. Maszt radiowy w Konstantynowie) — радіощогла висотою 646,38 метрів. До моменту обвалення  1991 року була найвищою спорудою на Землі; після цього аж до 2008 року (коли Бурдж Дубай (зараз називається Бурдж Халіфа) перевершив радіощоглу за висотою) утримувала пальму першості як найвища споруда, що коли-небудь існувала.
Проєкт радіощогли розробив інженер Ян Поляк для довгохвильового радіомовлення на територію Польщі та Європи. Будівництво поблизу Константинова почалося в липні 1970 року і було завершено 18 травня 1974 року; радіощогла почала функціонувати 22 липня того ж року. Експлуатувалася Варшавською державною телерадіокомпанією для мовлення Першого каналу радіо на частоті 225 кГц (227 кГц до 1 лютого 1988). Сигнал від двомегаватного передавача можна було зловити в Європі, Північній Африці і навіть Північній Америці. Загальна вага конструкції становила 420 т (за польськими джерелами; зустрічаються цифри від 380 до 660 т). Конструкцію утримували в рівновазі 15 відтяжок, розташованих на 5 рівнях. 

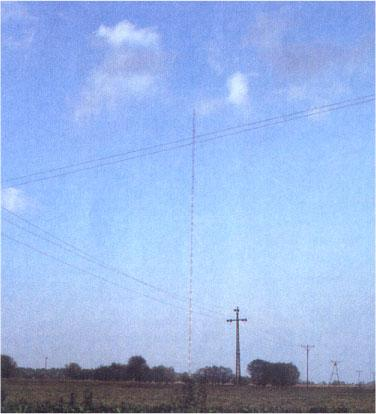
Вигляд здалеку.

## Будівництво
Варшавська радіощогла в перетині була трикутником зі сторонами 4,8 м. Сталеві труби, з яких вона була побудована, мали діаметр 245 мм, а товщина змінювалася від 34 до 8 мм залежно від висоти. Щогла складалася з 86 частин висотою 7,5 м. У п'яти місцях її утримувало по 3 відтяжки діаметром 50 мм. Кожна відтяжка кріпилася в окремому блоці на землі. Через великі струми, що  наводяться у відтяжках при роботі передавача, довелося закріпити їх через ізолятори. Загальна вага ізоляторів та відтяжок склала 80 тонн. У щоглу був вбудований ліфт з максимальною швидкістю 0,35 м / с (було потрібно 30 хвилин, щоб піднятися від основи до верхівки щогли); Ліфт дублювався звичайними сходами. Щогла була встановлена на двометрових ізоляторах, які витримують напругу до 120 кВ.
Передавач розміщувався приблизно за 600 м від щогли. У будівлі об'ємом 17000 м³ розмістилися два передавачі потужністю 1 МВт кожен, побудованих фірмою ABB. Для синхронізації частоти використовувався атомний годинник. Сигнал від передавача до щогли підводився через спеціальну повітряну коаксіальну лінію. На площі 65 га розмістилися спрямовані антенні решітки у вигляді квадратів зі стороною 76 м.
Для живлення передавачів (споживання близько 6 МВт) була побудована окрема підстанція.
Офіційно радіопередавальний центр називався «Radiofoniczny Ośrodek Nadawczy w Konstantynowie, Radiowe Centrum Nadawcze w Konstantynowie або Warszawska Radiostacja Centralna (WRC) w Gąbinie». Радіо програма називалася «Program Pierwszy Polskiego Radia», «Program I PR" або неофіційно «Jedynka».

## Обвалення

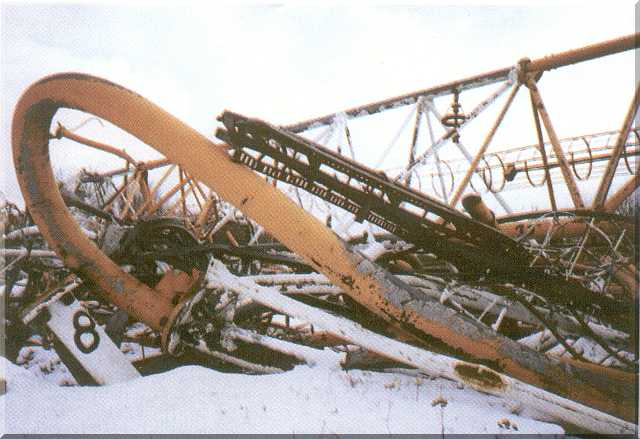

Вежа обвалилася 8 серпня 1991 року під час заміни однієї з відтяжок. Цю версію підтвердив головний конструктор щогли Ян Поляк.
Щогла спочатку зігнулася, а потім зруйнувалася посередині. Верхня частина обрушилася біля основи, а нижня звалилася в протилежному напрямку.

## Заміна
Після обвалення щогли Польська телерадіомовна компанія стала використовувати старий радіопередавач з щоглою висотою 335 м під Варшавою. Польський уряд вже у квітні 1992 року планував відновити щоглу в Константинові. В 1995 року почалися підготовчі роботи, проте незабаром їх довелося припинити: місцеві жителі активно протестували, стверджуючи, що випромінювання вежі шкодить їхньому здоров'ю.

## Цікаві факти
- Під час свого існування Варшавська радіощогла була найвищою спорудою у світі, перевершуючи зокрема Останкінську телевежу на 100 метрів. У несоціалістичній Європі не було будівель, які хоча б наближалися за висотою до Варшавської радіощогли (найвища з них — Хеллісандурська радіощогла[en] в Ісландії, 412 м).
- Щогла була занесена до книги рекордів Гіннесса як найвища споруда, яка коли-небудь існувала. 19 травня 2008 вона позбулася цього звання. У цей день її обігнав в Об'єднаних Арабських Еміратах хмарочос Бурдж-Дубай.
- Після обвалення щогли найвищою електрично ізольованою спорудою стала Луалуалейська станція[en] (Гаваї, 458 м), що застосовується для зв'язку з підводними човнами. Найвищою спорудою взагалі — щогла KVLY-TV (Фарго, Північна Дакота, США, 628 м). На початок травня 2008 KVLY-TV є другою за висотою спорудою після Бурдж Халіфа.
- Варшавська радіощогла — єдина напівхвильова антена, що коли-небудь існувала для довгих хвиль.
- Випускалися поштові марки, присвячені їй[2]
- Після обвалення щогли поляки жартома стали називати її «найдовшою вежею у світі»[3][4].